# Satellite Awards 2004
Die 9. Verleihung der US-amerikanischen Satellite Awards, welche die International Press Academy (IPA) jedes Jahr in verschiedenen Film- und Medienkategorien vergibt, fand am Sonntag, den 23. Januar 2005, in Los Angeles statt. Die Nominierungen wurden am 17. Dezember 2004 bekannt gegeben. Bei den 9. Satellite Awards wurden Filme und Serien des Jahres 2004 geehrt.

## Sonderauszeichnungen
- Mary Pickford Award (für herausragende Beiträge zur Entertainment-Branche) – Susan Sarandon
- Tesla Award (für innovative Leistungen in der Filmproduktion) – Jerry Lewis

## Gewinner und Nominierte im Bereich Film
| Film                                  | N  | A |
| ------------------------------------- | -- | - |
| Aviator                               | 11 | 1 |
| Das Phantom der Oper                  | 11 | 0 |
| Ray                                   | 7  | 3 |
| House of Flying Daggers               | 7  | 2 |
| Sideways                              | 6  | 2 |
| Kinsey – Die Wahrheit über Sex        | 6  | 0 |
| Spider-Man 2                          | 6  | 0 |
| Collateral                            | 5  | 2 |
| Hotel Ruanda                          | 4  | 2 |
| Hautnah                               | 4  | 0 |
| Kill Bill – Volume 2                  | 4  | 0 |
| Der Kaufmann von Venedig              | 3  | 0 |
| Maria voll der Gnade                  | 3  | 0 |
| Sky Captain and the World of Tomorrow | 3  | 0 |
| Die Tiefseetaucher                    | 3  | 0 |
| Vergiss mein nicht!                   | 3  | 0 |

### Bester Film (Drama)
Hotel Ruanda 
- Aviator
- Kill Bill – Volume 2
- Kinsey – Die Wahrheit über Sex
- Maria voll der Gnade
- Vera Drake

### Bester Film (Komödie/Musical)
Sideways 
- Die Tiefseetaucher
- Der Kaufmann von Venedig
- Napoleon Dynamite
- Das Phantom der Oper
- Ray

### Bester Hauptdarsteller (Drama)
Don Cheadle – Hotel Ruanda 
Kevin Bacon – The Woodsman
Javier Bardem – Das Meer in mir
Gael García Bernal – Die Reise des jungen Che
Johnny Depp – Wenn Träume fliegen lernen
Liam Neeson – Kinsey – Die Wahrheit über Sex
Sean Penn – Attentat auf Richard Nixon

### Beste Hauptdarstellerin (Drama)
Hilary Swank – Million Dollar Baby 
Laura Linney – P.S. – Liebe auf Anfang
Catalina Sandino Moreno – Maria voll der Gnade
Imelda Staunton – Vera Drake
Uma Thurman – Kill Bill – Volume 2
Sigourney Weaver – Imaginary Heroes

### Bester Hauptdarsteller (Komödie/Musical)
Jamie Foxx – Ray 
Gerard Butler – Das Phantom der Oper
Jim Carrey – Vergiss mein nicht!
Paul Giamatti – Sideways
Kevin Kline – De-Lovely – Die Cole Porter Story
Bill Murray – Die Tiefseetaucher

### Beste Hauptdarstellerin (Komödie/Musical)
Annette Bening – Being Julia 
Jena Malone – Saved! – Die Highschool-Missionarinnen
Natalie Portman – Garden State
Emmy Rossum – Das Phantom der Oper
Kerry Washington – Ray
Kate Winslet – Vergiss mein nicht!

### Bester Nebendarsteller (Drama)
Christopher Walken – Spurensuche – Umwege zur Wahrheit 
David Carradine – Kill Bill – Volume 2
Jamie Foxx – Collateral
Alfred Molina – Spider-Man 2
Clive Owen – Hautnah
Peter Sarsgaard – Kinsey – Die Wahrheit über Sex

### Beste Nebendarstellerin (Drama)
Gena Rowlands – Wie ein einziger Tag 
Cate Blanchett – Aviator
Daryl Hannah – Kill Bill – Volume 2
Laura Linney – Kinsey – Die Wahrheit über Sex
Natalie Portman – Hautnah
Kyra Sedgwick – The Woodsman

### Bester Nebendarsteller (Komödie/Musical)
Thomas Haden Church – Sideways 
Joseph Fiennes – Der Kaufmann von Venedig
Jeremy Irons – Being Julia
Peter Sarsgaard – Garden State
Mark Wahlberg – I Heart Huckabees
Patrick Wilson – Das Phantom der Oper

### Beste Nebendarstellerin (Komödie/Musical)
Regina King – Ray 
Lynn Collins – Der Kaufmann von Venedig
Minnie Driver – Das Phantom der Oper
Cloris Leachman – Spanglish
Virginia Madsen – Sideways
Sharon Warren – Ray

### Bester Dokumentarfilm
Super Size Me 
- Im Bordell geboren – Kinder im Rotlichtviertel von Kalkutta
- The Fuente Family: An American Dream
- Lighting in a Bottle
- Sturz ins Leere
- Tupac: Resurrection

### Bester fremdsprachiger Film
Das Meer in mir (Mar adentro), Spanien
- La mala educación – Schlechte Erziehung (La mala educación), Spanien
- Don’t Move (Non ti muovere), Italien
- House of Flying Daggers (Shi mian mai fu), China
- Die Reise des jungen Che (Diarios de motocicleta), Argentinien
- Mathilde – Eine große Liebe (Un long dimanche de fiançailles), Frankreich

### Bester Film (Animationsfilm oder Real-/Animationsfilm)
Die Unglaublichen – The Incredibles 
- Der Polarexpress
- Der SpongeBob Schwammkopf Film
- Disneys Klassenhund: Der Film
- Team America: World Police

### Beste Regie
Mel Gibson – Die Passion Christi 
Bill Condon – Kinsey – Die Wahrheit über Sex
Taylor Hackford – Ray
Joshua Marston – Maria voll der Gnade
Alexander Payne – Sideways
Martin Scorsese – Aviator

### Bestes adaptiertes Drehbuch
Million Dollar Baby – Paul Haggis 
- Hautnah – Patrick Marber
- Das Phantom der Oper – Joel Schumacher
- Sideways – Alexander Payne und Jim Taylor

### Bestes Originaldrehbuch
Ray – James L. White
- Aviator – John Logan
- Collateral – Stuart Beattie
- Hotel Ruanda – Terry George und Keir Pearson
- Kinsey – Die Wahrheit über Sex – Bill Condon
- Die Tiefseetaucher – Wes Anderson und Noah Baumbach

### Beste Filmmusik
Napoleon Dynamite – John Swihart
- Alfie – Mick Jagger, John Powell und David A. Stewart
- Aviator – Howard Shore
- Wenn Träume fliegen lernen – Jan A. P. Kaczmarek
- Die Unglaublichen – The Incredibles – Michael Giacchino
- Spider-Man 2 – Danny Elfman

### Bester Filmsong
Million Voices von Jerry Duplessis, Andrea Guerra und Wyclef Jean – Hotel Ruanda 
- Believe von Glen Ballard und Alan Silvestri – Der Polarexpress
- Blind Leading the Blind von Mick Jagger und David A. Stewart – Alfie
- The Book of Love von Stephen Merritt – Darf ich bitten?
- Learn to Be Lonely von Andrew Lloyd Webber, Charles Hart und Richard Stilgoe – Das Phantom der Oper
- Shine Your Light von Robbie Robertson – Im Feuer

### Beste Kamera
House of Flying Daggers – Zhao Xiaoding
- Mathilde – Eine große Liebe
- Aviator
- Lemony Snicket – Rätselhafte Ereignisse
- Das Phantom der Oper
- Spider-Man 2

### Beste Visuelle Effekte
Aviator – Robert Legato, Peter G. Travers, Matthew Gratzner und R. Bruce Steinheimer

 House of Flying Daggers – Andy Brown und Kirsty Millar
- Collateral
- Vergiss mein nicht!
- Sky Captain and the World of Tomorrow
- Spider-Man 2

### Bester Filmschnitt
Collateral – Jim Miller und Paul Rubell
- Aviator
- Hautnah
- House of Flying Daggers
- Lemony Snicket – Rätselhafte Ereignisse
- Spider-Man 2

### Bester Tonschnitt
Collateral – Lee Orloff, Elliott Koretz, Michael Minkler und Myron Nettinga
- Aviator
- Das Phantom der Oper
- Spider-Man 2
- Code 46
- House of Flying Daggers

### Bestes Szenenbild
De-Lovely – Die Cole Porter Story – Eve Stewart, John Bush und John Hill
- Aviator
- House of Flying Daggers
- Das Phantom der Oper
- Sky Captain and the World of Tomorrow
- Vanity Fair – Jahrmarkt der Eitelkeit

### Bestes Kostümdesign
Vanity Fair – Jahrmarkt der Eitelkeit – Beatrix Aruna Pasztor
- Aviator
- De-Lovely – Die Cole Porter Story
- House of Flying Daggers
- Das Phantom der Oper
- Sky Captain and the World of Tomorrow

## Gewinner und Nominierte im Bereich Fernsehen
| Serie                               | N | A |
| ----------------------------------- | - | - |
| The Lost Prince                     | 4 | 2 |
| Desperate Housewives                | 4 | 1 |
| Ein Werk Gottes                     | 4 | 0 |
| Arrested Development                | 3 | 2 |
| The Blackwater Lightship            | 3 | 1 |
| Lost                                | 3 | 1 |
| The Life and Death of Peter Sellers | 3 | 0 |

### Beste Fernsehserie (Drama)
Nip/Tuck – Schönheit hat ihren Preis 
- Boston Legal
- The L Word – Wenn Frauen Frauen lieben
- Lost
- The Shield – Gesetz der Gewalt

### Beste Fernsehserie (Komödie/Musical)
Desperate Housewives 
- Arrested Development
- The Bernie Mac Show
- Gilmore Girls
- Scrubs – Die Anfänger

### Beste Miniserie
The Lost Prince 
- 4400 – Die Rückkehrer
- American Family Journey of Dreams
- The Last King
- Heißer Verdacht
- The Second Coming

### Bester Fernsehfilm
Redemption: The Stan Tookie Williams Story 
- Helter Skelter
- Alice Paul – Der Weg ins Licht
- Life and Death of Peter Sellers
- Ein Werk Gottes

### Bester Darsteller in einer Serie (Drama)
Matthew Fox – Lost 
Vincent D’Onofrio – Law & Order
Anthony LaPaglia – Without a Trace – Spurlos verschwunden
James Spader – Boston Legal
Treat Williams – Everwood

### Beste Darstellerin in einer Serie (Drama)
Laurel Holloman – The L Word – Wenn Frauen Frauen lieben 
Jennifer Garner – Alias – Die Agentin
Evangeline Lilly – Lost
Joely Richardson – Nip/Tuck – Schönheit hat ihren Preis
Amber Tamblyn – Die himmlische Joan

### Bester Darsteller in einer Serie (Komödie/Musical)
Jason Bateman – Arrested Development 
Zach Braff – Scrubs – Die Anfänger
Larry David – Lass es, Larry!
Bernie Mac – The Bernie Mac Show
Damon Wayans – What’s Up, Dad?

### Beste Darstellerin in einer Serie (Komödie/Musical)
Portia de Rossi – Arrested Development 
Marcia Cross – Desperate Housewives
Lauren Graham – Gilmore Girls
Teri Hatcher – Desperate Housewives
Felicity Huffman – Desperate Housewives
Maya Rudolph – Saturday Night Live

### Bester Darsteller in einer Miniserie oder einem Fernsehfilm
Jamie Foxx – Redemption: The Stan Tookie Williams Story 
Keith Carradine – Deadwood
Mos Def – Ein Werk Gottes
Alan Rickman – Ein Werk Gottes
Geoffrey Rush – The Life and Death of Peter Sellers

### Beste Darstellerin in einer Miniserie oder einem Fernsehfilm
Dianne Wiest – The Blackwater Lightship 
Clea DuVall – Helter Skelter
Angela Lansbury – The Blackwater Lightship
Helen Mirren – Heißer Verdacht
Miranda Richardson – The Lost Prince

### Bester Nebendarsteller
Bill Nighy – The Lost Prince 
Brad Dourif – Deadwood
Balthazar Getty – Traffic
William H. Macy – Stealing Sinatra
Keith McErlean – The Blackwater Lightship

### Beste Nebendarstellerin
Anjelica Huston – Alice Paul – Der Weg ins Licht 
Mary Stuart Masterson – Ein Werk Gottes
Helen McCrory – Charles II: The Power & the Passion
Gina McKee – The Lost Prince
Emily Watson – The Life and Death of Peter Sellers